# Rhophitulus argentinus
Rhophitulus argentinus là một loài Hymenoptera trong họ Andrenidae. Loài này được Schrottky mô tả khoa học năm 1910.